# Музей жіночої та гендерної історії
Музей жіночої та гендерної історії — український нестаціонарний спеціалізований музей, створений 2008 року в Харкові гендерною дослідницею та феміністською історикинею Тетяною Ісаєвою з метою гендерного просвітництва й інформування, сприяння укріпленню культурних зв'язків між Україною й іншими країнами, консолідації жіночого руху, приверненню уваги до жіночої та гендерної проблематики журналістської спільноти та широких кіл громадськості.
Перший та єдиний в Україні, на пострадянському просторі та у Східній Європі гендерний (жіночий) музей.
Музей збирає та зберігає експонати, що демонструють процес гендерного конструювання та суспільних маніпуляцій гендером.

## Історія
Музей створено 2008 року в рамках проекту «Створимо музей про себе!» за підтримки Українського Жіночого Фонду [Архівовано 26 вересня 2009 у Wayback Machine.], Глобального Фонду для Жінок [Архівовано 12 червня 2016 у Wayback Machine.] та Програми рівних можливостей та прав жінок в Україні ЄС-ПРООН.
У вересні 2009 року музей отримав відзнаку Інформаційно-консультативного жіночого центру «За ґендерну рівновагу», яка присвоюється двічі на рік і сприяє утвердженню гендерної рівності і трансформації суспільства з метою повної реалізації принципу рівних прав та можливостей жінок і чоловіків.
У 2009 році музей взяв участь у 2-му Міжнародному конгресі жіночих музеїв (Бонн, Німеччина) і став членом Міжнародної мережі жіночих музеїв. У 2010 році музей взяв участь у 3-му Міжнародному конгресі жіночих музеїв (Буенос-Айрес, Аргентина). З 2014 р. Музей жіночої та гендерної історії є членом Міжнародної асоціації жіночих музеїв.
2009 року запрацював сайт [Архівовано 17 квітня 2009 у Wayback Machine.] музею, який за роки існування перетворився на потужний ресурс з гендерної проблематики.
2 вересня того ж року інформаційні ресурси музею отримали диплом за участь у конкурсі «Інновації в розвитку НДО: ІТ та Інтернет», що проводився в рамках навчального семінару «День інформаційних технологій» для представників громадських організацій, які працюють в Україні.
У березні 2009 року експозиції музею було презентовано в музеї ХНУ ім. В. Н. Каразіна.
Музей наприкінці 2009 р. став дипломантом у номінації «Найкраща просвітницька діяльність» 1-го Всеукраїнського конкурсу на найкращий громадський музей, організованого Національною спілкою краєзнавців України спільно з Міністерством культури і туризму України та Міністерством освіти і науки України.
У 2010 р. запрацювала віртуальна версія музею [Архівовано 8 липня 2016 у Wayback Machine.], завдяки якій експозиції музею можуть відвідати не тільки жителі та жительки чи гості Харкова, але й усі, кому ця тематика цікава, в тому числі й англомовна аудиторія. Завдяки допомозі волонтерок частину його експозицій перекладено англійською. Віртуальний музей зроблено за допомогою флеш-технологій, що дозволяє використовувати цей ресурс під час інформаційно-просвітницьких та виховних заходів навіть без доступу до Інтернету. Реальні та віртуальні експозиції містять потужну базу статистичних та візуальних даних.
Представниці італійського жіночого клубу «CIRCOLO DELLA ROSA», що активно працює в Мілані, подарували українському музею девіз: «Ми — мрія жінок, котрі жили вчора, і пам'ять жінок, котрі житимуть завтра…». Засновниці й творці українського гендерного музею продовжують ці рядки: «Ми — жінки, котрі живуть сьогодні й пишуть історію сьогодні, намагаємося відтворити сторінки історії невідомої, несправедливо забутої, і записати, що і як відбувається на наших очах… Історію пишемо, творимо, зберігаємо…».
До розвитку музею в різні періоди долучалися Український Жіночий Фонд [Архівовано 26 вересня 2009 у Wayback Machine.], Глобальний Фонд для Жінок [Архівовано 12 червня 2016 у Wayback Machine.], Програма рівних можливостей та прав жінок в Україні ЄС-ПРООН, проект «Права жінок та дітей в Україні», Харківська обласна державна адміністрація, численні національні та міжнародні громадські організації та ініціативи гендерного напряму Міжнародної асоціації жіночих музеїв, Шведська народна жіноча школа у Гетеборзі, Фундація «Добра воля» (Краків, Польща), феміністична спільнота Іспанії [Архівовано 13 травня 2016 у Wayback Machine.]. Вони всі надавали, а деякі продовжують у різний спосіб надавати українському музею підтримку: інформаційну, фінансову, методичну, організаційну.
Головною проблемою музею було та залишається питання приміщення. Від початку створення його експозиції були пересувними. Вони виставлялися в міському центрі зайнятості, харківських університетах, Харківському обласному центрі молоді, художніх галереях міста, а іноді навіть на вулиці.
З серпня 2013 р. експозиції музею розміщено в стаціонарному приміщенні загальною площею 55 кв. м., до ремонту якого в межах акції «Жінки підтримують жінок» Українського Жіночого Фонду долучилася гендерна спільнота України. Це дало можливість вивести музей на новий рівень і дати новий поштовх його діяльності. Інтерактивні експозиції, в яких виставлено понад 1500 експонатів, дають відвідувачам та відвідувачкам можливість:
- відчути на собі, як відбуваються в суспільстві процеси гендерного конструювання та маніпуляцій;
- ознайомитися з українським законодавством та міжнародними зобов'язаннями України в царині забезпечення рівних прав та можливостей жінок і чоловіків, а також із гендерною термінологією;
- дізнатися про найкращі світові гендерні практики (на прикладі Швеції);
- дізнатися про життя жінок у різні історичні часи;
- зануритися у відтворені умови життя в окупаційному Харкові;
- взяти участь у дискусіях та інтерактивних вправах;
- помацати експонати та сфотографуватися з будь-яким із них;
- отримати інформацію щодо гендерних перетворень у світі;
- ознайомитися з діяльністю міжнародних жіночих та феміністичних ініціатив і Міжнародної асоціації жіночих музеїв.

Наприкінці 2014 р. питання щодо подальшого існування музею постало більш ніж гостро. Він опинився на межі закриття через швидке зростання цін на комунальні послуги.
На допомогу музею прийшли партнерки з Жіночої народної школи [Архівовано 10 червня 2016 у Wayback Machine.] (Гетеборг, Швеція) — Агнета Вірен та Беріт Ларссон, які організували підтримку музею від школи. А на початку 2015 р. у музей завітала іспанська дослідниця та феміністка Марія Санчез Гарсія, яка, коли дізналася про ситуацію з українським гендерним музеєм, зініціювала кампанію на його підтримку #SaveGenderMuseum [Архівовано 9 серпня 2016 у Wayback Machine.], до якої впродовж 2015 р. долучалися та продовжують долучатися іспанські феміністки та про-феміністи, представники та представниці артистичної спільноти Іспанії, феміністичні ініціативи. Кампанію знову підтримала й Жіноча народна школа [Архівовано 10 червня 2016 у Wayback Machine.].
Завдяки кампанії #SaveGenderMuseum музей продовжує залишати двері відчиненими та приймати відвідувачів та відвідувачок з Харкова, України та різних країн світу.
Музей жіночої та гендерної історії є унікальним проектом, що демонструє жіночу солідарність. У 2015 р. Міжнародна асоціація жіночих музеїв надала українському музею членство і водночас звільнила його від членських внесків.
2016 р. став для музею визначним, адже на його базі народився проект «Центр гендерної культури як інноваційний центр інтерактивної гендерної освіти» [Архівовано 2 липня 2016 у Wayback Machine.], реалізацію якого з 1 січня підтримав European Endowment for Democracy [Архівовано 25 січня 2017 у Wayback Machine.].

## Колекція музею
Колекція музею нараховує понад 3000 найрізноманітніших експонатів, зібраних в Україні та переданих із різних країн світу. Це книжки та сувеніри, фотографії та малюнки, друкована продукція та значки, дитячі іграшки, відео, особисті речі гендерних активісток та активістів, шкільні підручники, предмети побуту тощо. Ця колекція весь час поповнюється цікавими та іноді несподіваними експонатами й проектами.

### Експозиції музею
- Створимо музей про себе!
- Дещо про ґендер
- Жінки підтримують жінок
- Крізь скляну стелю
- Історія людства — це не лише історія чоловіків
  - Під знаком «Ost» [Архівовано 13 липня 2016 у Wayback Machine.]
  - Жіноче обличчя історії України [Архівовано 11 вересня 2016 у Wayback Machine.]
  - Міжнародний жіночий день — і100рія у фотографіях [Архівовано 11 вересня 2016 у Wayback Machine.]
- Гендерні проблеми чоловіків [Архівовано 11 вересня 2016 у Wayback Machine.]
- Сексизм — практика дискримінації [Архівовано 11 вересня 2016 у Wayback Machine.]
- Правда про 8 Березня [Архівовано 11 вересня 2016 у Wayback Machine.]
- Жінки в армії [Архівовано 11 вересня 2016 у Wayback Machine.]
- Зупинимо насильство [Архівовано 2 листопада 2017 у Wayback Machine.]
- Жінки в науці
  - Лауреатки Нобелівської премії [Архівовано 11 вересня 2016 у Wayback Machine.]
  - Винаходи жінок [Архівовано 11 вересня 2016 у Wayback Machine.]
  - Творчі жінки [Архівовано 21 березня 2017 у Wayback Machine.]

### Арт-проєкти музею
- «Жіноче обличчя Майдану»
- «Нежіноче-жіноче обличчя війни»
- «Жіноче обличчя історії України»
- «Батьківство — це…»
- «Білим по білому…»
- «Тортури для жінок» [Архівовано 11 вересня 2016 у Wayback Machine.]
- «Бути батьком — це…» [Архівовано 11 вересня 2016 у Wayback Machine.]